# 432 (álbum)
432 es un álbum del cantautor uruguayo Fernando Cabrera, editado en 2017 por el sello Ayui en Uruguay y por Acqua Records en Argentina. Contiene doce canciones, su duración es de 27 minutos y es el disco más breve del cantante.
El título se debe a que 432 es el número de puerta de la casa de los abuelos maternos de Cabrera, la familia Seijas, en la calle Molinos de Raffo. Ahí nacieron su madre, sus tíos maternos, él y sus siete hermanos.
Por este trabajo, Cabrera recibió cuatro nominaciones a los premios Graffiti 2018, en las categorías Álbum del año, Mejor álbum de música popular y canción urbana, Compositor del año y Solista masculino del año.

## Lista de canciones
| N.º   | Título                   | Escritor(es)        | Duración |  |
| 1.    | «Malas y buenas»         | Fernando Cabrera    | 2:39     |  |
| 2.    | «El trío Martín»         | Fernando Cabrera    | 3:09     |  |
| 3.    | «Copando el corazón»     | Fernando Cabrera    | 3:09     |  |
| 4.    | «Oración»                | Fernando Cabrera    | 3:06     |  |
| 5.    | «Medianoche»             | Fernando Cabrera    | 3:09     |  |
| 6.    | «Pollera y blusa»        | Fernando Cabrera    | 3:01     |  |
| 7.    | «De las contradicciones» | Larbanois & Carrero | 1:57     |  |
| 8.    | «Llegó el candombe»      | Fernando Cabrera    | 0:59     |  |
| 9.    | «Cancionero»             | Fernando Cabrera    | 0:36     |  |
| 10.   | «El maldito amor»        | Fernando Cabrera    | 0:30     |  |
| 11.   | «Alarma»                 | Fernando Cabrera    | 1:28     |  |
| 12.   | «Otra dirección»         | Fernando Cabrera    | 3:29     |  |
| 27:20 |                          |                     |          |  |